# Guido Rings

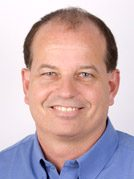
Prof. Guido Rings

Guido Rings es catedrático de Estudios Postcoloniales, Director del Centro de Estudios Interculturales y Transculturales (RUITS) y Coordinador del Máster en Comunicación Intercultural en la Universidad Anglia Ruskin en Cambridge, Gran Bretaña. Anteriormente fue catedrático Adjunto en Estudios Interculturales y Jefe del Departamento de Idiomas Extranjeros en la misma institución. También ha sido Catedrático Visitante de Literatura Romance en la Universidad de Düsseldorf, Alemania.
Rings es miembro de la  Higher Education Academy (HEA) y, además, coeditor de German as a Foreign Language (GFL) y México Interdisciplinario (iMex), las primeras revistas electrónicas en Europa para sus respectivas áreas de especialización.

## Carrera académica
Después de recibir sus licenciaturas  en filología española y alemana, y en historia europea en la Universidad de Düsseldorf,  Guido Rings realizó su doctorado en filología española (1996) y su habilitación en literatura romance (2005) en la Universidad de Trier, Alemania.
Comenzó su carrera profesional como docente en los institutos FIAC de Barcelona e IIK en Düsseldorf, antes de trasladarse a Cambridge para dar clases de filología alemana y española en la Universidad Anglia Ruskin. En el año 2000 obtuvo el puesto de Jefe del Departamento de Alemán y catedrático Adjunto de Estudios Interculturales, y colaboró en la fundación de la revista electrónica GFL. En 2007 aceptó una Cátedra de Estudios Postcoloniales y fundó el Centro de Estudios Interculturales y Transculturales (RUITS) en el contexto del congreso internacional  “Neo-colonial mentalities in contemporary Europe?”, que tuvo lugar en Londres y cuyas actas fueron publicadas por Cambridge Scholars Publishing poco después. 
En el 2010 el Servicio Alemán de Intercambio Académico concedió a Guido Rings la Cátedra Visitante DAAD en la Universidad de Düsseldorf donde realizó los cursos: “Identidad y alteridad en el cine español contemporáneo sobre la migración”, “La Conquista de América en la Nueva Narrativa Histórica de España y Latinoamérica” y “1910-2010: El otro México – de la Novela de la Revolución Mexicana a los hipertextos de los zapatistas”.
Otra vez en Cambridge, Guido Rings fundó la revista México Interdisciplinario con colegas de la Universidad de Düsseldorf y empezó a trabajar de consultor para las editoriales Cambridge University Press y Routledge.  
En 2012 la Universidad de Bayreuth le concedió una Cátedra Visitante de Medios Audiovisuales.
El Dr. Rings también ha evaluado proyectos de investigación para el Arts & Humanities Research Council (AHRC), el Irish Research Council for Humanities and Social Sciences (IRCHSS) y diferentes revistas académicas, incluyendo el Journal of International and Intercultural Communication, Current Issues in Language Planning e Iberoamericana. Ha sido examinador para el Birkbeck College en Londres y consultor para la Agencia Ejecutiva en el ámbito educativo, audiovisual y cultural (EACEA) de la Unión Europea.

## Áreas de especialización
- cine y literatura de migración internacional (véase por ejemplo sus publicaciones mencionadas abajo en “antologías” de 2009, 2010 y 2012)
- cine, literatura y teatro sobre la conquista de América (véase por ejemplo su monografía La Conquista Desbaratada de 2010 mencionada abajo)
- teorías culturales y comunicación intercultural

## Selección de publicaciones
El Dr. Rings ha publicado en diferentes áreas relacionadas con los estudios postcoloniales y la comunicación intercultural. Trabaja en lengua española, inglesa y alemana, y sus estudios principales incluyen:
- BBC-German Grammar (with R. Tenberg, 1st edition, London: BBC 1996)
- Erzählen gegen den Strich (Escribir a contrapelo; tesis doctoral; Frankfurt: Lang 1996).
- European Cinema: Inside Out. Images of the Self and the Other in Postcolonial European Film. (con Rikki Morgan-Tamosunas; Heidelberg: Winter 2003)
- BBC-German Grammar (with R. Tenberg, 2nd revised edition, London: BBC 2005)
- Eroberte Eroberer (Conquistadores Conquistados; tesis postdoctoral; Frankfurt/Main: Vervuert/Iberoamericana 2005)
- Bilderwelten – Textwelten – Comicwelten (Mundo de imágenes – mundo de textos – mundo de tebeos; con Frank Leinen; Munich: Meidenbauer 2007)
- Neo-colonial mentalities in contemporary Europe. Language and discourse in the construction of identities (con Anne Ife; Newcastle: Cambridge Scholars Publishing 2008)
- La otra cara de la migración: Imágenes del inmigrante latinoamericano en el cine español contemporáneo (dossier especial de Iberoamericana IX/34 2009, pp. 71-148)
- Cultural Encounters in Contemporary German Cinema (with Christopher Hall, dossier especial de GFL XI/1 2010, http://gfl-journal.de, pp. 1-150)
- La Conquista desbaratada. Identidad y alteridad en la novela, el cine y el teatro hispánicos contemporáneos (Madrid: Iberoamericana 2010)
- Identity and Otherness in contemporary Chicano cinema (dossier especial iMex I/2 2012, http://www.imex-revista.com, pp. 4-115)